# Sémaphore de la Pointe du Raz

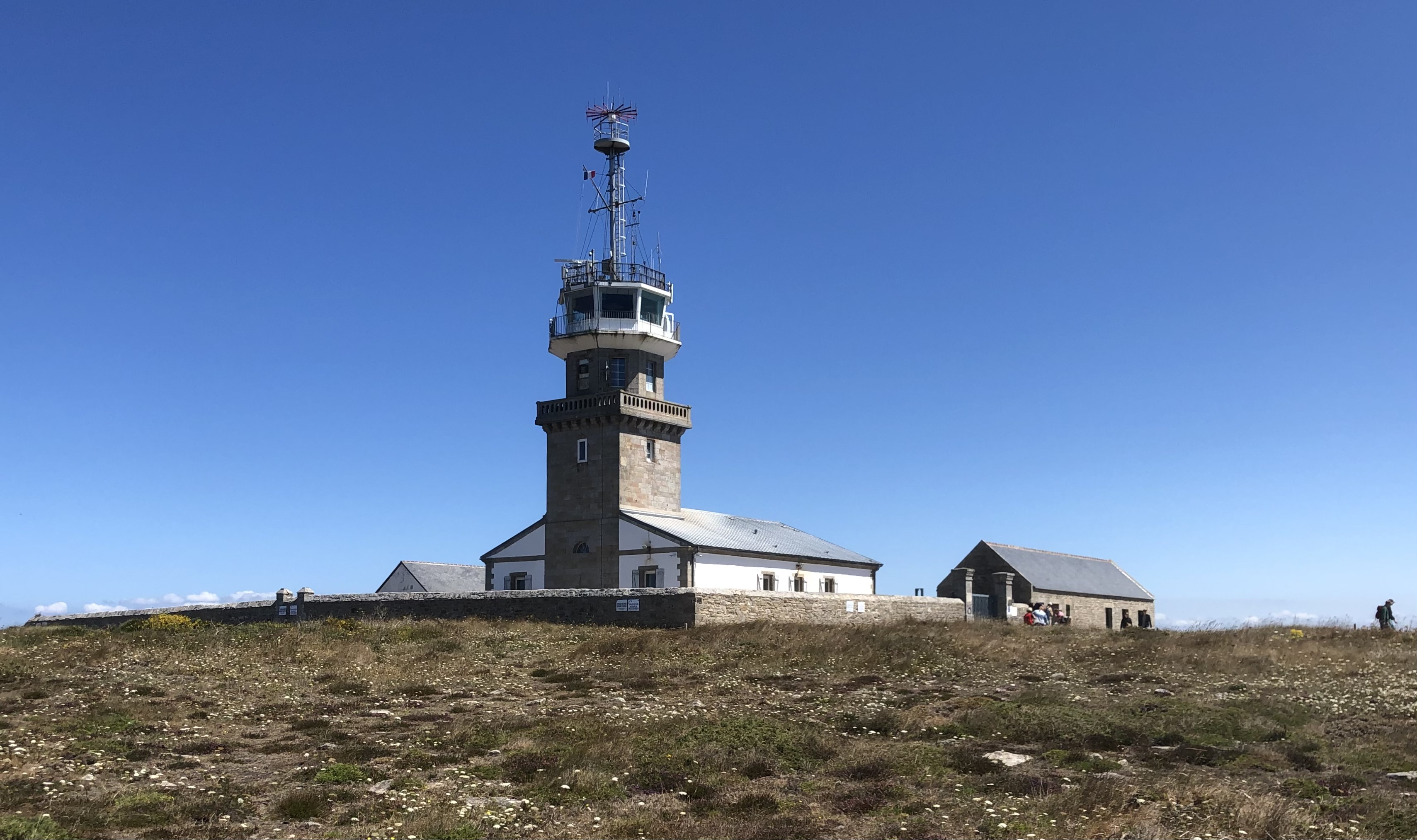
Blick von Südwesten, 2022

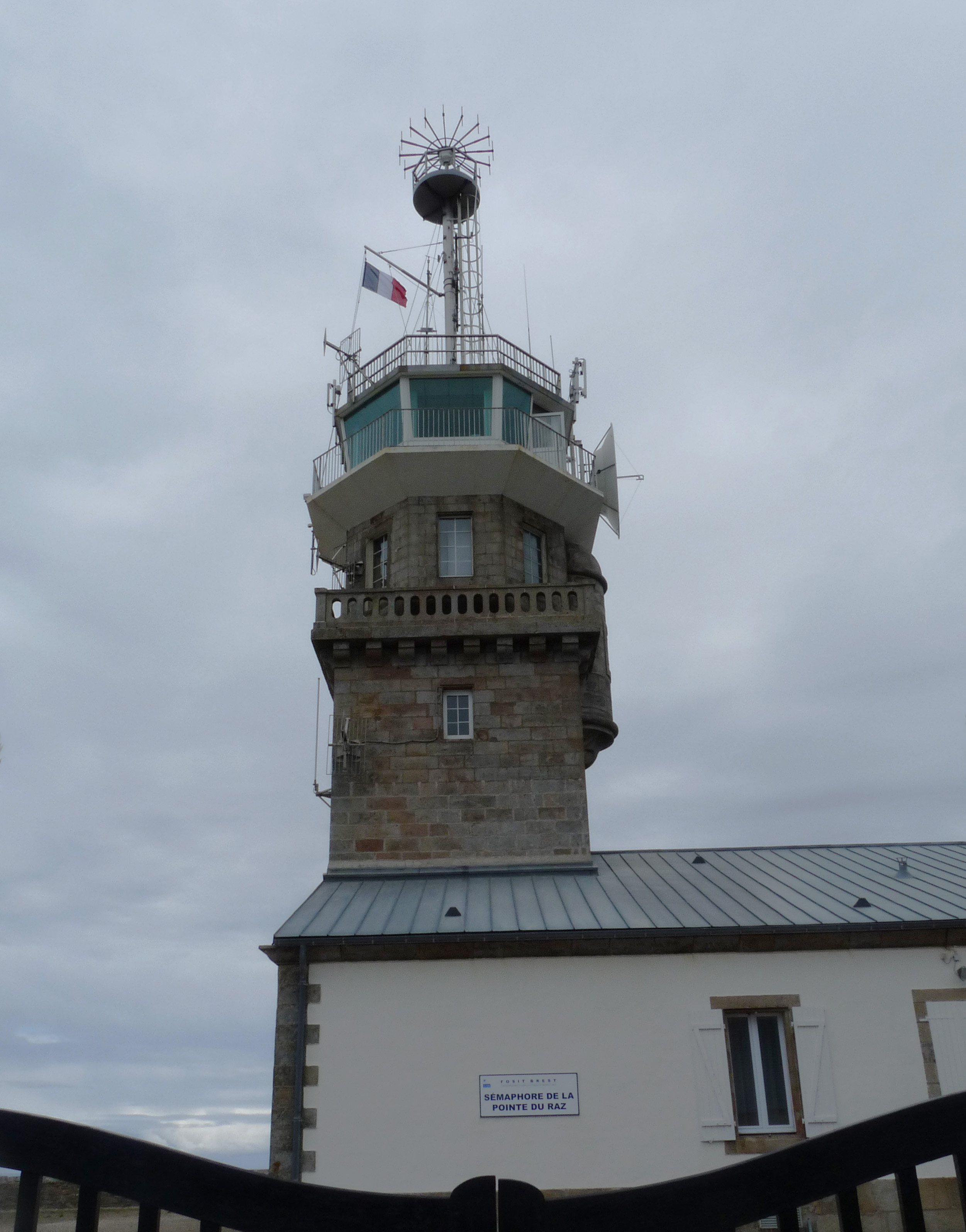
Turm im Jahr 2010

Das Sémaphore de la Pointe du Raz ist eine Einrichtung Schiffsverkehrsdienstes am Pointe du Raz in der Bretagne in Frankreich. Es dient vor allem der Überwachung des Schiffsverkehrs im dem Kap vorgelagerten Seegebiet der Raz de Sein und der benachbarten Buchten Bucht von Douarnenez und Bucht von Audierne. Außerdem wird die Anlage als Wetterstation genutzt.

## Lage
Das Semaphor befindet sich im Gebiet der Gemeinde Plogoff etwa 700 Meter landseitig vor dem äußersten Punkt des Kap Pointe du Raz.

## Architektur und Geschichte
Der auf quadratischem Grundriss errichtete Turm entstand im Jahr 1838 als Leuchtturm. Das Leuchtfeuer im 15 Meter hohen Turm wurde am 15. Mai 1839 entzündet. Es war ein weißes Licht erster Ordnung. Der Turm trug den Namen Bec du Raz. Im Jahr 1881 wurde die Anlage um Unterkünfte für Leuchtturmwärter erweitert. Mit der Inbetriebnahme des Phare de la Vieille am 15. September 1887 wurde der Betrieb des Leuchtturms eingestellt. 
Der Turm wurde dann in ein Semaphor umgebaut, das im Oktober 1892 in Betrieb ging. Mittels einer optischen Signaleinrichtung konnten Signale übermittelt werden. Während des Zweiten Weltkriegs betrieben die deutschen Truppen hier eine Radarstation.
Die Anlage wird heute als Sémaphore der ersten Kategorie von der Französischen Marine rund um die Uhr betrieben und ist mit neun Personen besetzt. Der Beobachtungsraum befindet sich 80 Meter über dem Meeresspiegel im Turm und ist über 84 Stufen zu erreichen. Der Komplex ist mit moderner Radar- und Navigationstechnik ausgestattet. Zeitweise werden nach Voranmeldung auch touristische Führungen angeboten.